# 国際連合平和維持活動

青色が現在活動中。水色が過去に活動を実施した地域

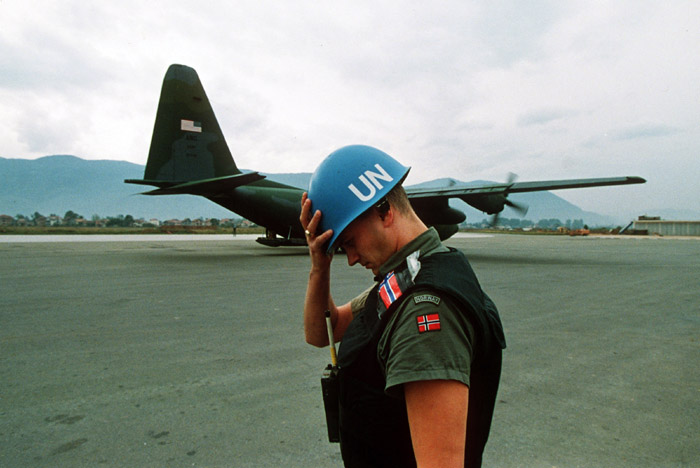
ボスニア・ヘルツェゴビナ紛争で展開するノルウェー軍の兵士（1992年）

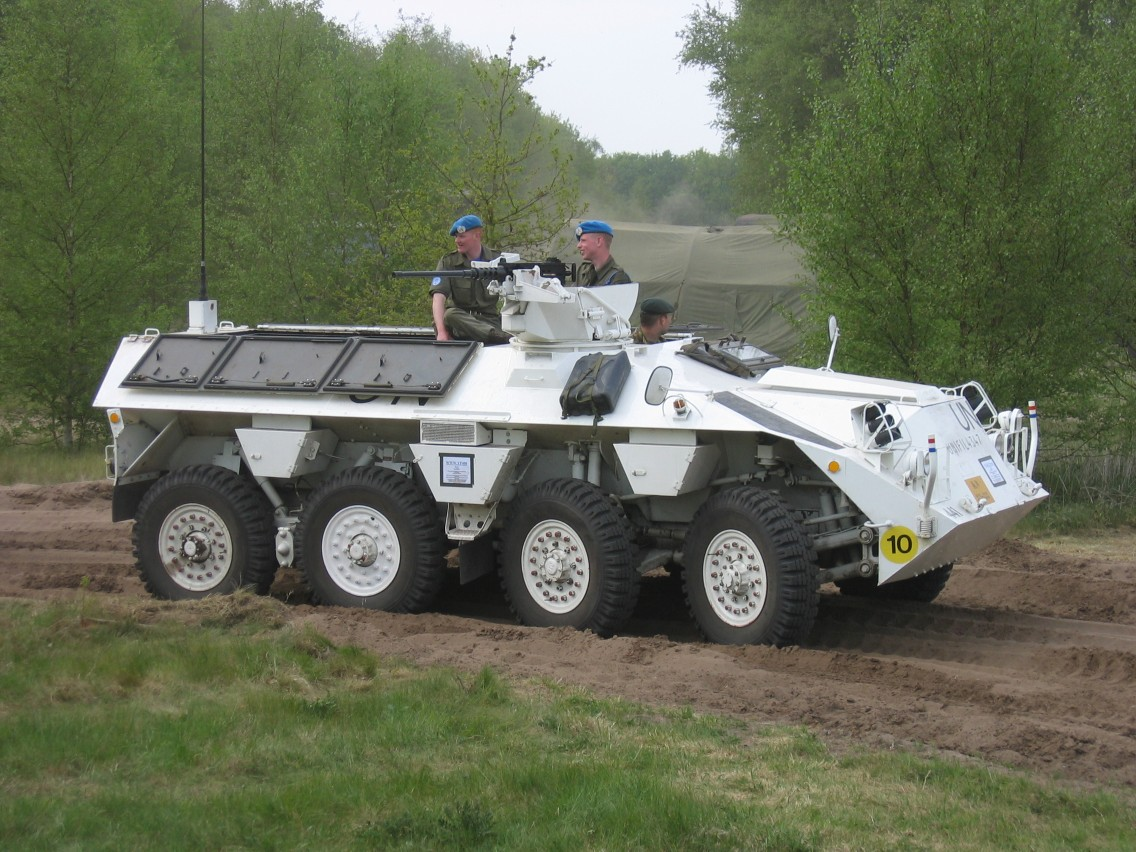
UNIFILのYP-408装甲兵員輸送車。白に塗色されるのが通例である。車両の正面とサイドに「UN」の文字が大書されている(この写真ではサイドの文字は大部分が隠れている)。

国際連合平和維持活動（こくさいれんごうへいわいじかつどう、英: United Nations Peacekeeping Operations）は、国連憲章でうたわれた集団安全保障を実現し、紛争において平和的解決の基盤を築くことにより、紛争当事者に間接的に平和的解決を促す国際連合の活動である。日本ではPKOと称されることが多い。PKOに基づき派遣される各国軍部隊を、国際連合平和維持軍（こくさいれんごうへいわいじぐん、英語: United Nations Peacekeeping Force）という。日本ではPKFとも略される。6章半活動とも呼ばれる。

## 概要
平和維持活動は、「国際の平和及び安全を維持する」（国際連合憲章第一章）ため、国際連合が小規模の軍隊を現地に派遣して行う活動である。従来は、紛争当事国の同意を前提に派遣されていたが、冷戦後は必ずしも同意を必要とせずに派遣する例もある。平和維持活動については、憲章上に明文の規定はないが、「ある種の国際連合の経費事件」において国際司法裁判所がその合法性を認め、国際連合総会が1962年の第17回総会でこれを受諾している（総会決議1854）。
軍事部門に派遣された各国の軍隊は、自国の軍服（戦闘服）に、水色のベレー帽（「オリーブ頸飾付き地球儀」の国連紋章バッジ付き）や戦闘用ヘルメットをかぶることから、「ブルーベレー」や「ブルーヘルメット」と通称される。また、派遣車両（軍用多用途軽車両や装甲兵員輸送車）はPKO部隊であることを明示するため、白に塗色され、「UN」（国際連合の略称）と大書きされる。
参加した軍人や警察官（国連警察）には、記念の国際記章や国連メダルが国際連合から授与される。
活動予算は国連の通常活動のための通常予算とは別に建てられ、基本的に国連加盟国の分担金で賄われる。分担率は通常予算に適用される分担率が基本であるが、途上国に負担軽減を認める一方で安保理常任理事国には加重負担を求めている。2010年の予算総額は96億7070万ドルで、分担金上位は最多のアメリカ合衆国が26億7500万ドル（分担率27.1743%）、次いで日本の12億590万ドル（同12.5300%）、イギリスの7億8310万ドル（同8.1572%）。

## 歴史

### 初期
第一次中東戦争停戦後の国際連合休戦監視機構 (UNTSO)が最初の国際連合平和維持活動とされ、創設日の5月29日は「国連平和維持要員の国際デー」という記念日になっている。その翌年には第一次印パ戦争の停戦から国際連合インド・パキスタン軍事監視団 （UNMOGIP）が設立された。
1956年の「スエズ危機」の際、カナダのレスター・B・ピアソンの提唱によって第一次国際連合緊急軍 (UNEF I) が創設され、危機を鎮圧した。現代的な国連平和維持活動を形作ったピアソンは1957年にノーベル平和賞を受賞し「国連平和維持活動の父」と呼ばれる。
最初の40年間においては、非武装の軍事要員で編成する停戦監視団、または軽武装の平和維持軍の活動が主要であったが、1989年に国際連合ナミビア独立支援グループ (UNTAG) の下で、歴史上初めて文民による選挙監視活動が実施された。1989年12月のマルタ会談で冷戦終結宣言が行われてからは、冷戦の下で抑圧されてきた地域的な民族・宗教・領土紛争が頻発するようになり、国連はこれらに対応するために、非政府機関と協力して国連平和維持活動に乗り出した。
また、活動の規模や内容も徐々に拡大・多様化し、1992年には、当時の国際連合事務総長だったブトロス・ブトロス＝ガーリによって発表された『平和への課題』において、予防展開や平和執行などが提案されるようにもなる。1990年から1994年の間に、16件もの平和維持活動が承認されたことからも分かる。ただし新たな試みであった強制執行は、ソマリア内戦で第二次国際連合ソマリア活動に対してソマリアから宣戦され、激しい抵抗により撤退を余儀なくされるなど、失敗する。

### 変質
1994年のルワンダ虐殺では、当事者間での停戦合意が失われており、中立性維持のためPKO部隊が住民の保護をせずに撤退し、国際世論から大きな批判を受けることとなる。これを受け1999年には、コフィー・アナン国連事務総長が、国連自体が紛争当事者になることを前提に、国際人道法（武力紛争法）の遵守を告示するに至り、PKOの変質が明らかになった。
さらに2013年には国際連合コンゴ民主共和国ミッションにおいて、先制攻撃も可能な強制介入旅団（FIB）の設立がなされ、程なくして反政府武装勢力3月23日運動の掃討に成功する。
2016年7月に内戦中の国連加盟国である南スーダン国軍により、首都ジュバの住民に多数の犠牲者が出た際には、加盟国との交戦を避けるためPKO部隊による住民の保護がなされず、再び国際世論の批判を招くこととなる。これを受け潘基文国連事務総長はケニア出身の司令官を解任したが、ケニアはこの対応に反発しPKOから部隊を撤退させる事態となった。
一方、このようなPKO活動の変質の中で、活動での犠牲者数が増加するなどしたため派遣国内での派遣支持率が低下し、1994年からは各国が平和維持活動に対して拒否または忌避する国家も現れるようになり、やがて主要部隊の構成は発展途上国や派遣先周辺国が主となるようになる。

### 日本の関与
日本は1992年6月8日に成立した国際連合平和維持活動等に対する協力に関する法律に基づき、1992年（平成4年）の第2次アンゴラ監視団 (UNAVEM II) に選挙監視団として、3名を派遣したのが始まりである。以後11のPKO等に要員を派遣している。
国際平和協力法で、1992年（平成4年）に定められた『PKO参加5原則』では、紛争当事者の間で停戦合意や、紛争当事者が日本の参加に同意していること、PKOが特定の紛争当事者に偏ることなく、中立の立場を厳守することなどを、PKO参加の要件としているが、上述のように、内戦状態にある南スーダンでは、首都ジュバが戦闘状態の状況下におかれ、その事実を防衛省が国会で発言しようとしないなどの事態が起き、国内では議論が起こった。
PKFへの参加や駆けつけ警護など危険なミッションが出されても、隊員が掛けている一般の生命保険は、紛争地帯での死亡、事故などに対しては免責となっている。PKF派遣時は隊員は特別な紛争時でも死亡保険の出る「PKO保険(商品名)」に入ったほうがいいと勧められる。政府が隊員のために保険料を払うのではなく、隊員個人が自腹で保険に入ったほうがいいと言われる。「PKO保険」だが、最低1,000万円の保障で年間4万円の負担、最高額の1億円の保険に入ると月々15,610円、年間187,320円かかる。

## 主要軍事・警察要員派遣国
平和維持活動は、当事者間の紛争の最終決着を目指すものではなく、平和を脅かす地域的事態が悪化して国際的に拡大するのを防止し、事態の沈静化を通じて紛争の平和的解決の素地を創り出すことにより、間接的に紛争解決の道を開こうとするものである。
1992年から2013年間の主要派兵国はパキスタン、バングラデシュ、インドの三カ国が10万人以上を派遣しており際立っている。
- PKO主要軍事・警察要員派遣国ランキング上位10か国は以下の通りである[15]（2014年4月末現在）。※出典：国連ホームページ

1. インド
2. バングラデシュ
3. パキスタン
4. エチオピア
5. ルワンダ
6. ナイジェリア
7. ネパール
8. ガーナ
9. セネガル
10. ヨルダン

（2021年9月末現在）※出典：国連ホームページ
1. バングラデシュ
2. ネパール
3. インド
4. ルワンダ
5. エチオピア
6. パキスタン
7. エジプト
8. インドネシア
9. ガーナ
10. 中華人民共和国

## 任務

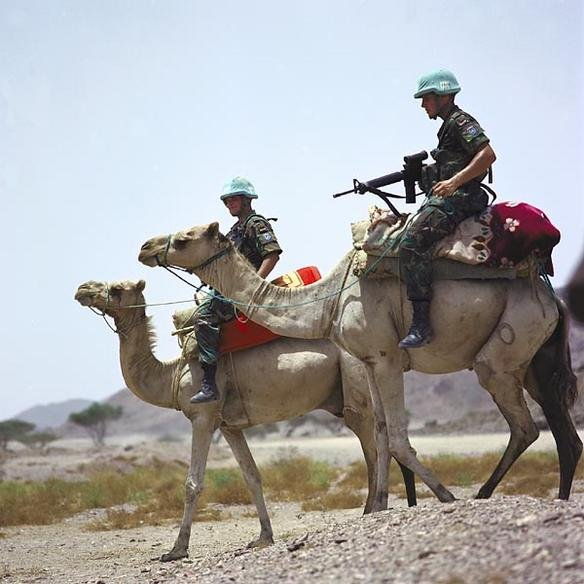
エリトリアで活動する兵士（2005年）

平和維持活動に含まれる任務は、軍事作戦から民事作戦、警察活動まで非常に幅広い。活動に際しては大別して次の二種に類型できる。

### 監視
監視活動 (Observer Mission) の任務は休戦・停戦の監視拠点を運営することにあり、非武装の将校によって編成される監視団 (Observer Group) によって行われる。実際には監視団は監視だけでなく、重要な地域の巡察、敵対者間の交渉、特定の調査活動などを行う。
監視団が展開される地域に既に平和維持軍が配置されている場合は、その平和維持軍の指揮下に入ることになる。

### 平和維持
平和維持 (Peacekeeping) の任務は兵力引き離し、撤退監督などによって平和を維持することであり、武装した軍人で編成される国際連合平和維持軍 (Peacekeeping Force, PKF) と、武装した警察官で編成される国連警察（UNPOL）の武装警察隊（FPU）によって行われる。
具体的には、諜報活動、対ゲリラ作戦、外交援助、紛争当事者の調停、停戦および休戦の監視、兵力引き離し監視、戦争犯罪の調査、戦犯引き渡し監督、戦犯被疑者の逮捕、選挙監視、非武装地帯の建設維持、避難民の移動、人道救援活動、インフラの復旧などが挙げられる。

## 平和維持行動

### 分離行動
分離 (Separation) とは紛争状態である両勢力を合意に基づいて引き離すことであり、平和維持軍は割込み行動 (Interposition operation) に運用される。これはまず準備段階において停戦が実行され、さらに停戦ライン (Cease-Fire Line, CFL) が設定されることとなる。この停戦ラインの設定においては、軍事上の見地から交通要路、交差点、平地の拠点などの緊要地形が含まれないことや住民生活への影響を考慮し、その上で両勢力が共有する地図で線引きを行う。共通のグリッド座標を使用して線引きを行い、両勢力間で異なった見解を持つ場合は両方を記録しておく。そして現地調査で移動を統制するための地標を設置して現地で線引きする。そして両勢力の関係者全員の合意を成立させる。
次に緩衝地帯 (Buffer zone) が合意によって設定され、両勢力の戦力は緩衝地帯から撤退する。緩衝地帯からの撤退は同時に行われなければ以後の和平交渉においても両者に深刻な不信感を残すことになる可能性があるため、公平な実施が求められる。平和維持軍は停戦ライン付近に監視所・陣地を構築してそこに部隊を配し、停戦監視または兵力展開や部隊移動の統制、捕虜交換の実施、武器密輸の阻止、避難民キャンプの運営支援などを実施する。

### 移動統制
平和維持のため緩衝地帯はあらゆる作戦部隊の侵入と行動が禁止される。ただし受入国の警察部隊は特別な協定に基づけば侵入することは出来る。平和維持軍の軍事要員・警察要員は個別の内部規則によって異なるが、しばしば緩衝地帯における侵入者を捜査する権限を持つ。
緩衝地帯は検問所によって移動を統制し、検問で平和維持軍の要員はあらゆる武器弾薬の輸送を制限する。検問所の任務は移動の統制・密輸防止・難民統制・その他の監視所の準任務である。

### 不測事態対処
不測事態とは作戦計画の立案で予測不可能な事態であり、これに対処するための不測事態対処計画が策定される。この対処は平和維持軍に部隊を派遣する全ての国家の部隊から所要兵力を抽出して編成された予備隊によって実施される。この予備隊の任務は国連の存在の顕示、武力の示威、緩衝地帯の支援、緊張状態が発展する前に両勢力の間に割り込み、危機的な状況に陥った平和維持軍を支援・救出などである。その部隊は装甲車中隊が中核となり、航空、通信、衛生、整備、補給の部隊が支援する。

### 武力行使
武力行使は常に最低限、統制的に実施しなければならない。これは受入国の信頼、派遣地域の緊張状態、平和維持軍参加国の態度を悪化させる危険性が高いからである。ここでは武力は人員・装備・施設を一切傷つけずに物的な力を使用した無撃的武力と損害を与える物的な力を使用した加撃的武力の二種類がある。
無撃的武力は車両による道路封鎖など、加撃的武力は小火器の使用などが挙げられる。最終的手段としての加撃的武力の行使は自衛戦闘においてのみ認められている。自衛戦闘に該当する場合の例として兵士個人または部隊の一部が危険に陥った場合、対立勢力の一方が平和維持軍を撤退させようとして平和維持部隊の安全が脅かされる場合、武力で平和維持軍の武装解除を行おうとする場合、平和維持要員を逮捕・誘拐しようとする場合、平和維持軍の資産を武力で侵犯した場合などが挙げられる。
国連は2001年に、アフガニスタンにおける治安維持支援目的のために有志国が集まって編成した、北大西洋条約機構 (NATO) が統率する国際治安支援部隊 (International Security Assistance Force, ISAF) の設立を承認したが（安保理決議1386）、ISAFは国際連合平和維持活動ではなく、湾岸戦争と同様、国際連合憲章第7章に基づき国連安保理に派遣を承認されたいわゆる多国籍軍である。

## 後方支援

### 兵站
兵站は平和維持軍の編成の段階から重大な事項である。何故なら平和維持軍が派遣される地域にしばしばいかなる支援拠点も有たないからである。また複数の軍事組織から編成される平和維持軍は装備や兵站組織が異なっているために、軍需品の複雑性が増大する。
またしばしば活動地域においては交通拠点の機能が停止しており、補給路の維持が困難である場合も多い。1個大隊の兵站支援部隊の部隊構成は1個戦闘工兵小隊、通信小隊、通信整備分遣隊、憲兵部隊などから成り、さらに栄養士・救急医・歯科医などの要員、または大型トラック・給水車・燃料車・調理車・電源などの装備、土嚢・弾薬・補給物資などの物資が充てられる。その兵站支援の方式としては平和維持軍に参加する一国が担当する一国支援担当方式、相互依存の原則に基づき複数の参加国が他国分担方式、地域ごとに担当区域を定めて行う分権方式がある。

### 通信
国連本部と平和維持軍司令部の通信は平和維持軍司令部の主任行政官の責任である。ただし体制が準備されるまでは国連本部と受入国政府の外交通信を用いることも多い。さらに派遣軍の基幹通信は派遣部隊全体の指揮統制に用いられ、これは師団通信組織の規模となる。

### 広報
平和維持活動が開始されると初期に報道機関の関心が集中する傾向にある。この際に適量かつ適当な情報を報道機関に提供することは以後の平和維持活動の効率にも関係してくる場合もある。何故なら報道機関は表現の誇張や扇動的な印象操作などを行い、かつそれを高速で情報伝達することが出来るからである。また情報があまりに少なすぎると誤った憶測が大々的に報道されることや、また提供する情報に偏りがあると側面的な報道が行われる危険性があり、それが平和維持活動に求められる公平性や紛争当事者の協力を得ることを困難にすることもある。
国連広報の原則的な方針としては報道機関が本来の役割を果たして活動・関心ある事項を観察することに、可能な限り便宜供与を行うこととしている。ただし報道機関が危険地帯への侵入には警告は行うが、それ以上の措置は行わない。また緩衝地帯における撮影は紛争当事者の作戦・兵力・装備・陣地の秘匿の観点から厳格に禁止する。

## 課題

### 安保理
平和維持活動を指導する安全保障理事会においては、常任理事国は拒否権という権限が認められているが、冷戦期の安保理では米ソが拒否権の行使を繰り返したために機能不全となった。1946年から1990年におけるその回数は米国が68回、ソ連は115回と重ねられた。冷戦後には制裁決議や国連平和維持軍派遣の決議も採択され、国際政治におけるその役割を発揮するようになった。

### 指揮
平和維持活動は国連の指揮下に行われるものであり、安全保障理事会が付与する権限に基づいて国連事務総長が指揮する。しかし第二次国連ソマリア活動では国連の指揮権は形式的なものに過ぎず、派遣国が指揮権を手放さなかった。この背景として、軍需産業とジャーナリズムが国連要人と家族関係にあったことが指摘されている。

### 財政
平和維持活動の予算は1987年では年間2億3,580万ドルにも上ったが、その任務が多様化して予算も膨張し、1991年には6億210万ドルに膨れ上がった。さらに大型の平和維持活動の実行によって1992年には21億2,510万ドルに膨張して国連の財政を圧迫することとなった。1994年後期に国連は「財政状況に関する作業部会」を設置し、分担金支払いの促進や予算制度の見直しなどを議論し、1996年から実行している。しかしながら米国やロシアの分担金の未払いはまだ改善されていない。

### 能力
平和維持活動には作戦上、量的・質的な能力が求められており、特に強制措置を行うためには高度な軍事力が要すると考えられており、多国籍軍にその役割を委ねることとしている。また比較的に小規模な平和維持活動においても部隊行動、治安行動、武器使用、危機管理などの能力が必要であり、軍事教練を受けた正規の軍人が求められる。現実には主要派兵国のバングラデシュのように、報酬を目当てに応募した農村部の貧困層を警察学校で短期間教育しただけという例もあり、士気の低さから派遣先でトラブルを起こすなどの問題が発生している。

### 訓練
平和維持の実行には適切な訓練が必要である。これは平和維持が通常の軍事作戦とは異なった行動が求められるからである。また共同で行動するために多国間での訓練が必要である。

### 犯罪
ハイチやリベリア、南スーダンなどで支援物資と引き換えにPKO隊員から性的被害を受けたとの申し立てが6年間で480件に上ったことが2015年に報じられた。また、2014年から2015年にかけて中央アフリカに展開した国連中央アフリカ多元統合安定化派遣団でも、ブルンジ出身の25人とガボン出身の16人の隊員が性的虐待を行ったとする証言が報告されている。

### 衛生
150年以上、コレラの発生が認められていなかったハイチで、国連平和維持活動が開始された直後からコレラが蔓延。1万人以上の死者を出した。2016年12月1日、国連の潘基文事務総長が、ネパールの部隊がコレラを持ち込んだこと、排水処理を適切に行っていなかったことを認め、謝罪する声明を出している

## 現在活動中のPKO

### アフリカ
西サハラ
- 国際連合西サハラ住民投票ミッション (MINURSO) 1991年4月 -

コンゴ民主共和国
- 国際連合コンゴ民主共和国安定化ミッション (MONUSCO) 2010年 -

スーダン
- 国連アビエイ暫定治安部隊(UNISFA) 2011年6月-

南スーダン
- 国際連合南スーダン派遣団 (UNMISS) 2011年7月 -

### アジア
インド/パキスタン
- 国際連合インド・パキスタン軍事監視団 (UNMOGIP) 1949年1月 -

国際連合休戦監視機構 (UNTSO) 1948年5月 -
ゴラン高原
- 国際連合兵力引き離し監視軍 (UNDOF) 1974年6月 -

レバノン
- 国際連合レバノン暫定駐留軍 (UNIFIL) 1978年3月 -

### ヨーロッパ
キプロス
- 国際連合キプロス平和維持軍 (UNFICYP) 1964年3月 -